# Triplaris physocalyx
Triplaris physocalyx är en slideväxtart som beskrevs av J. Brandbyge. Triplaris physocalyx ingår i släktet Triplaris och familjen slideväxter. Inga underarter finns listade i Catalogue of Life.